# Orlando Biagi
Orlando Biagi (Montecatini Terme, 10 giugno 1935 – Pisa, 6 novembre 2019) è stato un calciatore e allenatore di calcio italiano, di ruolo difensore.

## Caratteristiche tecniche
Giocò nel ruolo di centromediano.

## Carriera
Dopo gli esordi nel Montecatini, giocò in Serie A con la Fiorentina, con cui debuttò nella massima serie il 19 giugno 1955 sul campo della Triestina. Rimase in forza ai viola fino al 1958 dove perse la finale di Coppa Italia, totalizza altre 4 presenze in Serie A, con l'intermezzo di una stagione in prestito al Lecco, in Serie C, dove è maggiormente impiegato (24 presenze). Fu poi prestato di nuovo in terza serie, questa volta al Piacenza: in Emilia disputò da centromediano titolare la stagione 1958-1959, conclusa al penultimo posto. A fine stagione, rientrato a Firenze, fu ceduto definitivamente al Viareggio.
Con i bianconeri toscani disputò quattro campionati consecutivi, tre di Serie D e uno (1960-1961) di Serie C. Nella Prima Categoria 1963-1964 è al Montecatini come allenatore-giocatore, e chiude la carriera nel 1966 al Forte dei Marmi in Prima Categoria
È morto il 6 novembre 2019 all'ospedale Cisanello di Pisa a causa dei postumi di un gravissimo incidente stradale avvenuto a Montecatini Terme.

## Palmarès

### Club

#### Competizioni nazionali
- Campionato italiano: 1

Fiorentina: 1955-1956
- Serie D: 1

Viareggio: 1959-1960